# De slakken van Fukuzawa
De slakken van Fukuzawa is een  stripverhaal uit de reeks van Jerom.

## Locaties
Dit verhaal speelt zich af op de volgende locaties:
- congresgebouw, kasteel van Morotari, Japan, Kyoto, winkel, theehuis, pagode, kerseboomgaard, klooster, Basho-vijver, tempel van Fukuzawa

## Personages
In dit verhaal spelen de volgende personages mee:
- Jerom, professor Barabas, tante Sidonia, deelnemers congres, twee lijfwachten, leden Morotari, Yokomoto (de Japanse afgevaardigde bij Morotari), Fuyata en haar vader Shogun, Japanners, haikudichter, monniken

## Het verhaal
Professor Barabas is als wetenschappelijk waarnemer aanwezig op een internationaal congres van Japanologen, na afloop gaan de deelnemers naar een tentoonstelling over Japanse kunst. Professor Barabas ziet dan vier bronzen slakken in een vitrine. Er komen twee mannen in de ruimte binnen en zij slaan de vitrine stuk, waarna ze met de slakken wegrijden in een Amerikaanse auto. Professor Barabas vertelt alles bij Morotari en Morotoro vertelt dat er bij vrienden van hem ook zes slakken zijn gestolen. Er is een mysterie verbonden aan de slakken, landgenoten van Morotoro spreken over duistere krachten. Professor Barabas en tante Sidonia zoeken in het Morotari-archief en daar vindt tante Sidonia informatie over de Boeddha Fukuzawa. Dit beeld draagt een kroon van slakken op zijn hoofd. De dieren zijn tijdens de langdurige meditatie op het hoofd komen zitten en op de afbeelding missen enkele slakken op het hoofd. Odilon laat tante Sidonia en de professor schrikken met een kabuki-masker en wordt door de professor terechtgewezen.
De volgende dag wordt een kist bezorgd en Yokomoto blijkt in de kist te zitten, hij vertelt dat hij niet weet wie achter zijn ontvoering zit en dat het misschien beter is de zaak te laten rusten. Hij heeft een briefje op zich met de tekst Okino doku Desu, wat nieuwsgierigheid is vergif voor de geest betekent. Het Morotari-kommando vertrekt naar Japan om het Boeddhabeeld te zoeken en ze komen in Kyoto. Professor Barabas vertelt dat de Japannsers naast fotografie graag tempels bezoeken. Dan wordt Jerom bekogeld door een sinaasappel en er blijkt een briefje in te zitten met dezelfde tekst als op het briefje at op Yokomoto was geprikt. De vrienden lopen door de straten en tante Sidonia ziet dan een oude prent met het boeddhabeeld, het valt professor Barabas op dat er geen enkele slak op het hoofd mist. Als ze het winkeltje binnen gaan, wordt de prent door twee mannen gestolen. Jerom zet de achtervolging in, maar wordt afgeleid door een vrouw die flauwvalt.
De vrienden gaan met de vrouw, die Fuyata heet, mee naar haar theehuisje en er volgt een Japanse theeceremonie. Er blijkt slaapdrank in de thee te zitten en de volgende dag worden de vrienden wakker in een pagode buiten de stad. Fuyata, dochter van Shogun, waarschuwt dat de vrienden zich niet met de slakken van Fukuzawa moeten bemoeien en de vrienden vliegen op motoren weg. In een kerseboomgaard en een zwevende haikudichter vertelt dat hij door de boeddha van Fukuzawa is aangewezen als maankijker. Odilon vraagt naar de slakken en de haikudichter vertelt dat daar een vreselijk geheim aan verbonden is. Hij vertelt dat de vrienden die nacht naar de Basho-vijver moeten gaan en verdwijnt. In een nabijgelegen klooster wordt een klok geluid om op te roepen tot meditatie. Jerom kan voorkomen dat deze klok op de monniken valt. De vrienden gaan naar de vijver en Odilon valt van de stapstenen en wordt door Jerom gered. Het is al donker en de maan weerspiegelt in het water.
De vrienden zien dan de slakken in de vijver en professor Barabas wil samenwerken met de politie van Kyoto. Odilon en Jerom blijven bij de vijver en professor Barabas en tante Sidonia rijden met de motor richting de stad. De twee lijfwachten van Fuyata volgen de motor met een helikopter en met behulp van een verstoringsstraal valt de motor stil. De mannen eisen dat de professor en tante Sidonia via een ladder in de helikopter klimmen en de volgende ochtend is Jerom ongerust, omdat hij nog niks van zijn vrienden heeft gehoord Dan komt de Amerikaanse wagen bij de vijver en Jerom en Odilon horen ze praten over de tempel van Ranko. De mannen duiken de slakken op en dan verschijnt de haikudichter die vertelt dat Shogun de vader van Fuyata, een waanbeeld najaagt. De mannen rijden met tien slakken weg en Odilon en Jerom volgen met de motor. Er ontstaat een gevecht met een van de lijfwachten, Jerom wint en wil weten waar de tempel is.
In de tempel van Fukuzawa geeft Fuyata de tien missende slakken aan haar vader en hij plaatst ze op het hoofd van de boeddha. Dan worden tante Sidonia en professor Barabas gehaald en Shogun vertelt dat ze voor eeuwig in de tempel opgesloten zullen worden. Shogun vertelt dat het samoerai-tijdperk terug zal komen als de kroon volledig is en professor Barabas zegt dan dat klok van de tijd niet terug gezet kan worden. Shogun zegt dat het modernisme zal verdwijnen en de tijd van Nippon zal weerkeren. Dan komen Jerom en Odilon bij de tempel en ze verslaan de tweede lijfwacht. Shogun heeft een hartverlamming en Fuyata is bang voor de straf van de grote boeddha. Dan verschijnt de haikudichter en hij draagt een haikugedicht op, waarna Shogun weer opstaat. De haikudichter vertelt over een oude Japanse spreuk die vertelt dat zelfs een dode verrijst bij het horen van een haikugedicht. Shogun heeft spijt en hij en zijn dochter genezen van de waangedachten. De eigenaren doen afstand van de slakken, zodat ze op het hoofd van de boeddha kunnen blijven, en de vrienden vliegen op hun motoren naar huis.